# روبين باديلا
روبين فيرديناند كارينو باديلا (ولد 23 نوفمبر 1969)  يعرف باسم روبين باديلا هو منتج أفلام وممثل فلبيني. ويطلق عليه «الولد السيء» بالسينما الفلبينية. روبين هو الشقيق الأصغر للمثلين روستم باديلا وروميل باديلا ورويتي باديلا. لعب أدوار في أفلام رجال العصابات "Anak ni Baby Ama" شخصية Anghel و"Grease Gun Gang" و"Bad Boy 2" شخصية بومبو وشارك في برامج تلفزيونية.

## حياته
ولد في الفلبين ولديه 7 أخوة - 3 أخوان و4 أخوات.

### إسلامه
أشهر إسلامه بعد قضائه عقوبة حبسية مدتها سنتين في السجن ومن ثمة غير اسمه إلى (عبد العزيز باديلا) وكان سبب سجنه هو العثور على سلاح غير مرخص في منزله. وبعد خروجه في عام 1998 أهتم بتعليم الأطفال المسلمين ومحاربة الكوليرا. تم العفو والإفراج عنه في عام 1998 من قبل فيديل فالديس راموس.

## أعماله

### كتابته
| السنة | العنوان                                    | أعماله       | ينسب إلى        |
| 2004  | Sigaw                                      | قصة وسيناريو | روبينهود باديلا |
| 2002  | Hari ng selda: Anak ni Baby Ama 2          | قصة وسيناريو | روبينهود باديلا |
| 1993  | Makuha ka sa tingin (kung puede lang)      | قصة وسيناريو | روبينهود باديلا |
| 1992  | Miss na miss kita: Ang Utol kong hoodlum 2 | قصة وسيناريو | روبينهود باديلا |
| 1992  | Bad boy 2                                  | قصة وسيناريو | روبينهود باديلا |

## روابط خارجية
- روبين باديلا على موقع IMDb (الإنجليزية)
- روبين باديلا على موقع أول موفي (الإنجليزية)
- روبين باديلا على موقع قاعدة بيانات الفيلم (الإنجليزية)
- روبين باديلا على موقع كينوبويسك (الروسية)